# Tierras Duras del Virrey
Tierras Duras del Virrey es un caserío peruano ubicado en el distrito de La Matanza, perteneciente a la provincia de Morropón del departamento de Piura, al norte del Perú. 

## Ubicación
Tierras Duras del Virrey se ubica al oeste de la provincia de Morropón, en el distrito de La Matanza, en el departamento de Piura.

## Demografía
En 2017 Tierras Duras del Virrey tenía una población de 273 habitantes.
| Gráfica de evolución demográfica de Tierras Duras del Virrey entre 1993 y 2017 |
|                                                                                |
| Fuentes: Población 1993 y 2017                                                 |